# 하웨라 FC
하웨라 FC(Hāwera Football Club)는 북섬의 타라나키 지방에 있는 하웨라에 연고를 둔 뉴질랜드 축구 클럽이다. 홈구장은 투루투루 파크를 사용한다.
클럽은 1906년 4월에 창단되었다.
하웨라는 1908년, 1922년, 1923년에 타라나키 챔피언십과 줄리안 컵에서 5번 우승했다.
하웨라는 1950년 에 처음으로 채텀 컵에 참가했고 최초의 타라나키 예선 결승에서 탈락했고 1951년에는 예선 라운드에서 탈락했다.이후 1989년 까지 컵에 참가하지 않았다. 1990년에 클럽은 클럽 역사상 처음으로 대회 3라운드에 진출했는데, 이는 현재까지도 클럽 최고 기록이다. 채텀컵에서의 마지막 경기는 2009년 대회에서의 경기이다.
1991년에는 처음으로 센트럴 리그 디비전 3에 참가했고 1992년 센트럴 리그 프리미어 디비전의 도입과 리그 구조 조정으로 하웨라 FC는 1995년 시즌이 끝나고 대회에서 탈퇴할 때까지 센트럴 리그 디비전 2에 소속되어 있었다.

## 우승 기록
타라나키 챔피언십 - 줄리안 컵 - 1908, 1922, 1923, 1931(공동 우승), 1937, 1980.
타라나키 프리미어십 - 2001.
더프 로즈 볼 - 1936, 1996, 2002, 2015.
센트럴 풋볼 연맹 컵 - 2015 우승